# منتخب تركمانستان لهوكي الجليد
منتخب تركمانستان الوطني لهوكي الجليد هو منتخب وطني يمثل تركمانستان في منافسات هوكي الجليد الدولية، بدأ منافساته في سنة 2017، نافس في بطولة العالم لهوكي الجليد مرتين، كما نافس في الألعاب الأولمبية الشتوية مرة واحدة، يحتل حالياً التصنيف التاسع والعشرين على العالم.